# صالح الزبيدي
صالح علي الزبيدي (ولد في جدة، السعودية) لاعب كرة قدم بحريني يجيد اللعب في وسط الميدان. يلعب حاليا لصالح نادي المحرق البحريني منذ 2018.